# جاغديب
سيد اشتياق أحمد جعفري (29 مارس 1939 - 9 يوليو 2020)، المعروف باسمه الفني جاغديب(جگدیپ)، كان ممثلًا هنديًا وكوميديًا ظهر في أكثر من 400 فيلم. مثل في فيلم سورما بوپالي، وفلم الشعلة (1975)،ومثل بشخصية ماشهار في فيلم پورانا ماندير (1983)، ولعب دور والد سلمان خان في فيلم أنداز أپنا أپنا (1994). وأخرج فيلم سورما بوپالي، مع دور بطل الفيلم.

## روابط خارجية
- جاغديب على موقع IMDb (الإنجليزية)
- جاغديب على موقع قاعدة بيانات الفيلم (الإنجليزية)